# مركز الفلك الدولي
مركز الفلك الدولي مركز علمي يعمل على رصد الأهلة، ومراقبة سقوط الأقمار الصناعية في العالم العربي، ويقع في دولة الإمارات العربية المتحدة في مدينة أبوظبي، ويهدف لنشر الوعي الفلكيّ لعامة الناس والمهتمين

## أعماله

### المشروع الإسلامي لرصد الأهِلَّة
هو مشروع عالمي يشرف عليه المركز، تأسس عام 1419 هـ، ويتكون من مجموعة من الراصدين والخبراء والمهتمين بموضوعات الفلك الشرعي ويصل عددهم إلى 400 عضو، مثل رؤية الهلال، ومواقيت الصلاة، والتقويم الهجري، واتجاه القبلة، ويقوم أعضاء المشروع برصد الهلال كل شهر من مختلف دول العالم.

### مراقبة سقوط الأقمار الصناعية
هو برنامج عالمي تابع لمركز الفلك الدولي، يشرف عليه عدد من الخبراء الدوليين في شؤون الأقمار الصناعية، وبرزت الحاجة له بعد سقوط عدد من الأقمار الصناعية على مناطق من العالم العربي، ويهدف البرنامج إلى نشر الثقافة والوعي المتعلقين بهذا الموضوع لعامة الناس والمهتمين، وذلك من خلال حساب موعد سقوط الأقمار الصناعية، وإعلام المتابعين بالموعد المتوقع، والطلب من المهتمين الواقعين ضمن المناطق المرشحة لسقوط القمر الصناعي فوقها متابعة السقوط من منطقتهم، وإعلام البرنامج عن نتيجة الرصد، وإرسال تنبيهات لوسائل الإعلام عند توقع سقوط مهم إن دعت الحاجة.

### شبكة كاميرات الرصد الفلكي
هو مشروع بالتعاون بين مركز الفلك الدولي ومعهد سيتي في الولايات المتحدة، ويتكون من عددٍ من الكاميرات الفلكية المتواجدة في أماكن متباعدة وموجهة نحو السماء، بحيث تصور مقاطع فيديو للشهب التي تظهر في السماء بشكل آلي.

### شبكة الإعلاميين الفلكية
هي شبكة تضم الإعلاميين والصحفيين المهتمين بالشؤون الفلكية، ويشرف عليها مركز الفلك الدولي، بحيث يكون المركز حلقة الوصل بين أعضاء الشبكة، ويزود الإعلاميين بالمعلومات الفلكية، سواء المتعلقة برؤية الهلال، ومواقيت الصلاة، أو المعلومات الفلكية بشكل عام، ويمكن للعاملين في أي مجال إعلامي الانضمام للشبكة، سواء كانوا من العاملين في التلفاز أو الراديو أو الصحافة أو المجلات أو المواقع الإلكترونية.

### مدونة المرصد
هي مدونةٌ فلكيةٌ علمية بإشراف مركز الفلك الدولي، وتُعنى بالشؤون الفلكية بالدرجة الأولى، ويشارك فيها عدد من المدونين، وتركز على مواضيع التطبيقات الفلكية في الشريعة الإسلامية، خاصة مواضيع رؤية الهلال ومواقيت الصلاة والإشكالات المتعلقة بهذه المواضيع، كما تحتوي المدونة على مواضيع متعلقة بأحداث فلكية مميزة.